# سر سقاوة قبرستان (مارغون)
سر سقاوة قبرستان (بالفارسية: سرسقاوه قبرستان) هي قرية تقع في إيران في قسم مارغون الريفي.